# Google Fi
Google Fi是Google旗下的移动虚拟运营商（MVNO），通过T-Mobile US和US Cellular的Wi-Fi和蜂窩行動網路向美国以及超过200个国家和地区的漫游用户提供语音及数据服务。
Google Fi的原名是Project Fi。Google于2018年11月28日将Project Fi更名为Google Fi。

## 特色
服务会根据信号的强度和速度在网络之间自动切换。会自动连接到符合标准的Wi-Fi热点，并通过自动的虚拟专用网络加密传输数据。当用户通过Wi-Fi进行通话时，网络会在覆盖不佳时无缝切换到蜂窩行動網路下继续通话。

## 套餐计划
每月的基本资费为20美元，包括无限制的语音通话和短信，外加10美元/GB（0.01美元/MB）的数据流量，按使用量收费。此外Google Fi還提供两款無限流量套餐，分别为Simply Unlimited与Unlimited Plus。其中，前者每月固定费用为50美元，提供35GB的高速流量数据，热点流量限制为5GB，仅可于加拿大和墨西哥漫游；后者每月固定费用为70美元，提供50GB的高速流量，热点流量不设限，并提供免费国际长途与Google One计划等额外福利。对于两款无限流量套餐，当高速流量使用完畢之后，流量速度限制为256kbps。所有套餐均提供Multi-line优惠，可进一步降低平均每线价格。

## 适用
在Project Fi改名为Google Fi之前，普通的SIM卡仅可用于Google自家的Android设备（如Nexus、Pixel系列手机）以及极少数其他品牌的Android设备（如Moto X手机）上；而仅数据（Data Only）的SIM卡则可用于任意带蜂窝移动网络功能的设备上。
在Project Fi改名为Google Fi之后，普通的SIM卡已可在几乎所有品牌的手机（包括iPhone手机）上使用。